# Marcus Kann
Marcus Kann (Viena, Áustria, 1820 — 3 de fevereiro de 1886) foi um enxadrista austríaco e famoso teórico das aberturas. Juntamente com Horatio Caro, efetuou um estudo completo sobre as possibilidades da Defesa Caro-Kann.